# Liste der peruanischen Botschafter in Japan

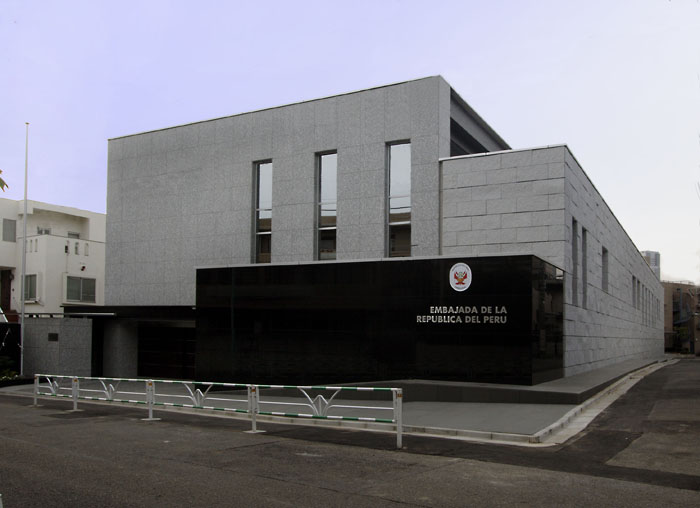
Die Botschaft befindet sich in Tokio.

Liste der peruanischen Botschafter in Japan.

## Geschichte
Im November 1868 lief die Cayaltí in den Hafen von Hakodate ein, auf der sich etwa 100 Kuli ihrer Vertragspartner entledigt hatten.
1872 in der Folge des Maria Luz Incident gab es ein Schlichtungsverfahren und Peru entsandte im Dezember 1872 Aurelio García y García nach Tokio und Peking.
Am 21. August 1873 unterzeichnete er und der japanische Außenminister Taneomi einen Vertrag über Frieden, Freundschaft, Handel und Schifffahrt, welcher 1875 ratifiziert und 1885 ausgeweitet wurde.
1895 wurde ein Vertrag geschlossen, welcher sich in seinem Entstehungshintergrund deutlich von dem Vertrag, der 1873 geschlossen worden war, unterschied.
Ab 1906 gehörte zum Amtsbereich des peruanischen Generalkonsuls in Hongkong China und Japan.
| Ernennung Akkreditierung | Name                                  | Bemerkungen | ernannt von                 | akkreditiert während der Regierung von | Posten verlassen |
| ------------------------ | ------------------------------------- | --- | --------------------------- | -------------------------------------- | ---------------- |
| Dez. 1872                | Aurelio García y García               | Aufnahme der diplomatischen Beziehungen zwischen Peru und Japan unter dessen Amtszeit                                                                               | Tomás Gutiérrez             | Meiji                                  | 1874             |
| 27. Jan. 1874            | Oskar Antonio Federico Augusto Heeren | Konsul in Japan | Tomás Gutiérrez             | Meiji                                  |                  |
| Juni 1874                |                                       | Unterzeichnung eines Vertrages über Frieden, Freundschaft, Handel und Schifffahrt                                                                                   | Tomás Gutiérrez             | Meiji                                  |                  |
| 1906                     | Victor Hobart Deacon                  | Honorar-Generalkonsul, Rechtsanwalt in Hongkong, Amtsbereich China und Japan.                                                                                       | Serapio Calderón            | Saionji Kimmochi                       |                  |
| 1907                     | Edward Clarence Davis                 | (* Juni 1874) Honorarkonsul in Yokohama, | Serapio Calderón            | Saionji Kimmochi                       | 1909             |
| 1909                     | Oscar Haynemann                       | Vizekonsul | Augusto B. Leguía y Salcedo | Katsura Tarō                           |                  |
| 1919                     | Manuel de Freyre y Santander          | Minister von Peru in China und Japan | Augusto B. Leguía y Salcedo | Hara Takashi                           | 1919             |
| 7. Juli 1926             | Manuel Elías Bonnemaison              | | Augusto B. Leguía y Salcedo | Wakatsuki Reijirō                      | 9. Aug. 1929     |
| Okt. 1936                | Ricardo Rivera Schreiber              | | Oscar R. Benavides          | Hirota Kōki                            | Apr. 1937        |
| März 1938                | Ricardo Rivera Schreiber              | | Oscar R. Benavides          | Hayashi Senjūrō                        | Dez. 1941        |
| 17. Juni 1952            | Miguel Grau-Price                     | Geschäftsträger (* 24. Dezember 1911 in Callao) | Zenón Noriega Agüero        | Yoshida Shigeru                        |                  |
| Okt. 1954                | Julio Fernandez Davila                | | Zenón Noriega Agüero        | Hatoyama Ichirō                        |                  |
| 20. Mai 1957             | Julio Fernandez Davila                | zum außerordentlichen bevollmächtigten Botschafter ernannt. | Manuel Prado y Ugarteche    | Kishi Nobusuke                         | 1960             |
| 6. Jan. 1961             | Anibal Ponce Sobrevilla               | (* 1930) 4. Mai 1954: Gesandtschaftsrat in London wurde zum Generalkonsul in Buenos Aires ernannt. 1965: Botschafter in Helsinki, 1969: Botschafter in Mexiko-Stadt | Manuel Prado y Ugarteche    | Ikeda Hayato                           | 11. März 1965    |
| 7. Jan. 1966             | Jose Carlos Ferreyros Balta           | Botschafter in Taipeh und Tokio | Nicolás Lindley López       | Satō Eisaku                            | 2. Jan. 1969     |
| 1971                     | José Carlos Mariátegui Arellano       | (* 21. Juli 1929 in Lima) | Juan Velasco Alvarado       | Satō Eisaku                            | 1974             |
| 1985                     | Luis José Macchiavello Amorós         | (* 7. Mai 1931 in La Libertad), Peru | Alan García                 | Nakasone Yasuhiro                      | 1989             |
| 1992                     | Víctor Hiroshi Aritomi Shinto         | mit Rosa Fujimori, der älteren Schwester von Alberto Fujimori, verheiratet.                                                                                         | Alberto Fujimori            | Miyazawa Kiichi                        | 2000             |
| 2003                     | Luis José Macchiavello Amorós         | Im August stellte der peruanische Botschafter in Japan, Luis Macchiavello, einen formellen Antrag auf Auslieferung Fujimoris                                        | Alejandro Toledo Manrique   | Koizumi Jun’ichirō                     | 12. Nov. 2005    |
| 2006                     | Hugo Ernesto Palma Valderrama         | [ 8 ] | Alan García                 | Abe Shinzō                             | 2008             |
| 7. Jan. 2009             | Juan Carlos Capuñay Chávez            | [ 9 ] | Alan García                 | Hatoyama Yukio                         | 2011             |
| 23. Apr. 2012            | Elard Alberto Escala Sánchez-Barreto  | (* 24. Februar 1951 in Lima) | Ollanta Humala              | Noda Yoshihiko                         | 2017             |
| 2017                     | Harold Forsyth                        | | Pedro Pablo Kuczynski       | Shinzo Abe                             | 2021             |
| 2021                     | Roberto Hernán Seminario Portocarrero | Aktueller Amtsinhaber | Pedro Castillo              | Fumio Kishida                          |                  |

Quelle: